# Karen Blixen
Karen Christence, baronesa de Blixen-Finecke, mais conhecida pelo pseudônimo de Isak Dinesen (Rungstdlund, 17 de abril de 1885 — Rungstedlund, 7 de setembro de 1962), foi uma escritora dinamarquesa.

## A infância
Seu pai, Whihelm Dinesen, era um militar, e cometeu suicídio quando Karen tinha apenas dez anos de idade, atormentado por não conseguir resistir à pressão de sofrer de sífilis, enfermidade que naquela época estigmatizava. Sua mãe, Ingeborg Westenholz, ficou sozinha com cinco filhos para criar, e os pôde manter graças à ajuda de familiares. Karen, como suas irmãs, estudou em prestigiadas escolas suíças.

## A vida na África
Em 1914, Karen se casou com um primo afastado, o barão sueco Bror von Blixen-Finecke, e foram viver no Quênia, onde iniciaram uma plantação de café. Porém, Bror era um mulherengo e passava longos períodos afastado de casa, em safáris e campanhas militares. Entre 1915 e 1916, Karen contraiu sífilis, provavelmente de Bror, embora alguns estudiosos acreditem que ela tenha herdado a doença de seu pai. Os Blixens se separaram em 1921 e se divorciaram em 1925.
Em Nairobi, Karen Blixen conheceu e se apaixonou por Denys Finch Hatton, um piloto do exército britânico e caçador. Viveram juntos de 1926 a 1931. Mantiveram uma relação amorosa intensa, porém cheia de altos e baixos. Engravidou duas vezes, mas perdeu os bebês, provavelmente em consequência da saúde frágil. A relação terminou com a morte de Finch Hatton num acidente de avião, em 1931. Ao mesmo tempo, o fracasso da plantação de café forçou-a a abandonar suas terras e retornar à Dinamarca.

## A escritora

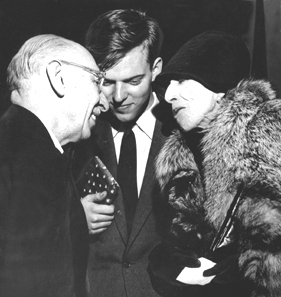
Karen Blixen se encontra com Igor Stravinsky (à esquerda), em 1959

Antes do retorno à Dinamarca, Karen escreveu A vingança da verdade, publicado em 1926. Após o retorno, seu primeiro livro foi Sete contos góticos, publicado em 1934 sob o pseudônimo de Isak Dinesen; o terceiro livro, o mais conhecido mundialmente, foi Den afrikanske Farm (A fazenda africana no Brasil ou África Minha em Portugal), publicado em 1937 e baseado no período em que ela viveu no continente africano. O sucesso alcançado com esta obra firmou sua reputação como escritora, tendo sido premiada com o Tagea Brandt Rejselegat em 1939. Em 1985, o livro foi adaptado para o filme, com o nome de Out of Africa, sob a direção de Sydney Pollack e com Meryl Streep, Robert Redford e Klaus Maria Brandauer nos papéis principais.
Durante a segunda guerra mundial, Karen escreveu Contos de inverno, publicado em 1942, e o romance As vingadoras angélicas, sob o pseudônimo de Pierre Andrezel, e publicado em 1944. Escreveu também Anedotas do destino (Brasil)/Ironias do destino (Portugal), de 1958, e que inclui o conto A festa de Babette, também transformado em filme em 1987, e Sombras na pradaria, de 1960, entre outros.
Ele também participou de uma turnê nos EUA em 1959, durante o qual ela conheceu Arthur Miller, E. E. Cummings e Pearl Buck que admiravam suas habilidades como escritora. Apesar de ser dinamarquês, Blixen escreveu suas histórias em Inglês e depois as traduziu para o dinamarquês.

## Os últimos anos
A partir de 1950, a saúde de Karen Blixen se deteriorou, sendo que em 1955 ela teve um terço do estômago retirado devido a uma úlcera. Impossibilitada de se alimentar normalmente, morreu aos 77 anos de idade nas propriedades da família em sua cidade natal e, aparentemente, de má nutrição, pesando apenas 35 quilos.
O asteróide 3318 Blixen foi assim chamado em sua homenagem.[carece de fontes?]

## Obras
- Sete contos góticos (1934);
- Den afrikanske Farm: Brasil: A Fazenda Africana / Portugal: África Minha (1937);
- Contos de Inverno (1942);
- Anedotas do destino (Brasil) ou Ironias do destino (Portugal) (1958), inclui: A festa de Babette e outras histórias do destino
- Sombras na pradaria (Brasil) ou Sombras no capim (Portugal) (1960);
- História imortal (1985);
- Ehrengarda, a ninfa do lago (1988);
- Novos contos de Inverno (1989);
- As cariátides (1989)
- A festa de babette (1955)